# Chłopcy ze Starówki
Chłopcy ze Starówki – powieść Haliny Rudnickiej, która ukazała się w 1960 r. Stanowi ona kontynuację losów bohaterów wcześniejszej powieści autorki pt. Polną ścieżką.

## Informacje ogólne
Powieść dla młodzieży, napisana jako kontynuacja wcześniejszej powieści, opowiadającej o wojennych losach bohaterów. Do 1991 r. książka znajdowała się w kanonie lektur obowiązkowych dla szóstej klasy szkoły podstawowej, a w późniejszym okresie w dalszym ciągu stanowiła popularną lekturę uzupełniającą.

## Fabuła
Książka opowiada o losach mieszkańców wyzwolonej Warszawy. Główny bohater – Wojtek Wieloch – po powrocie z partyzantki stara się ułożyć sobie życie w stolicy. Jego rodzice osiedlają się na dalekich Mazurach, więc nie może on liczyć na ich pomoc. Bohater szuka stałego zatrudnienia, próbuje dostać się do gimnazjum, znajduje również swoją pierwszą miłość. W pewnym momencie trafia na zniszczoną, tytułową warszawską Starówkę, gdzie wśród ruin zaczynają ponownie osiedlać się ludzie. Tam poznaje grupę młodych chłopców, którzy wspólnymi siłami odgruzowali jedną z piwnic i urządzili tam skromne mieszkanie. Chłopcy, z których wielu straciło swoich najbliższych, a część walczyła w powstaniu warszawskim, przyjmują go serdecznie i wspólnie przeżywają wiele przygód.

## Bohaterowie
- Wojtek Wieloch jest głównym bohaterem książki,
- Ninka Miłobędzka przyjaciółka Wojtka jeszcze z czasów wojny. Początkowo Wojtek mieszka u jej mamy na Saskiej Kępie.
- Pani Maria organizatorka gimnazjum przy ul. Rozbrat – wychowawczyni Wojtka.
- Kisiel przewoźnik przez Wisłę – pracodawca Wojtka.
- Piorun przyjaciel Wojtka z partyzantki. Obecnie jeden z najstarszych wśród chłopców ze starówki.
- Skierka właściwie Zenek Nowacki. Kilkuletni chłopiec – mieszkaniec Starówki. W czasie powstania członek Szarych Szeregów, posłaniec.
- Chochlik właściwie Adaś, obok Skierki najmłodszy z chłopców. Rodzice zginęli w czasie wojny. Płata pozostałym kolegom różne figle.
- Pluton właściwie Krzysiek, jeden z chłopców ze starówki. To on znalazł piwnicę, w której zamieszkali chłopcy.
- Achilles właściwie Sylwek, przyjaciel Plutona, z którym wspólnie walczyli w powstaniu warszawskim.
- Tomek Zieliński jeden ze starszych chłopców, przezywany Archeolog. Zainteresowany historią – twórca większości pseudonimów swoich kolegów.
- Apollo właściwie Mirek. Chce zostać aktorem.
- Sokrates właściwie Andrzej – jeden z przywódców chłopców.
- Hefajstos właściwie Piotrek. Uczeń technikum mechanicznego. Usiłuje naprawić stary samochód (Packard) uszkodzony w czasie powstania.
- Jurek Niwiński główny oponent Wojtka
- Rysiek kolega Niwińskiego